# كومونة باريس
كومونة باريس أو الثورة الفرنسية الرابعة (باللغة الفرنسية: La Commune de Paris، نقحرة: لا كومون دو باغي) هي حكومة بلدية ثورية أدارت باريس، فرنسا لفترة قصيرة ابتداءً من منتصف مارس 1871. قامت الثورة في باريس وبعدها الكومونة كنتيجة لخسارة نابليون الثالث الحرب مع بروسيا ودخول الجيش البروسي المذل إلى باريس بعد حصارها. انتخب تسعون ممثلا في الكومونة أو مجلس مدينة باريس (بالفرنسية: "commune") باقتراع عمومي وأعلنت حكمها على كامل فرنسا. كان نزاعها حول السلطة مع الحكومة المنتخبة لفرنسا سبباً رئيسياً في القمع الوحشي لها من طرف القوات الفرنسية النظامية فيما سمي بعد ذلك «بالأسبوع الدموي» ("La Semaine sanglante") في 28 مايو 1871. صاحبت النقاشات حول سياسات ومآلات الكومونة تداعيات سياسية مهمة في داخل وخارج فرنسا خلال القرن العشرين حيث اعتبرت أول ثورة اشتراكية في العصر الحديث.

## خلفية الأحداث
منذ 1804 حتى 1870، عاشت فرنسا في ظل أنظمة سياسية سلطوية أساسا: الإمبراطورية الفرنسية الأولى ثم العودة للملكية فملكية يوليو حتى الإمبراطورية الفرنسية الثانية. ظلت الديموقراطية والجمهورية مجرد تجارب عابرة خلال هذه الحقبة.
استمدت كومونة باريس نفسها الجمهوري والثوري بالاستناد إلى الجمهورية الأولى والحكومة الثورية لكومونة 1792 ثم انتفاضة يونيو الشعبية سنة 1848 في ظل الجمهورية الثانية والتي قمعتها حكومة تمخضت عن ثورة فبراير 1848.

### هزيمة 1870 وتداعياتها
في يوليو 1870، أعلن نابليون الثالث حربا لم يستعد لها جيدا على مملكة بروسيا وهزم فيها سريعا. سقطت الإمبراطورية الثانية التي أسسها يوم 4 سبتمبر 1870 نتيجة انتفاضة باريسية دامت طول اليوم. استقرت حكومة للدفاع الوطني في مبنى بلدية باريس رسميا لمواصلة الحرب ضد الولايات الألمانية التي من ضمنها قوات كانت تحتل شمال البلاد. وفي قراءات عدة كقراءة المؤرخ هنري غيلمان، انحصر دور هذه الحكومة المنبثقة عن الطبقة المسيطرة في توقيع الاستسلام وجعل الفرنسيين يتقبلون الهزيمة لقطع الطريق عن التهديد الاشتراكي الباريسي والذي دون مساعدة من الألمان ما كان من الممكن السيطرة عليه.
حوصرت باريس وعاش سكانها نقصا في الغذاء ومجاعة خطيرة في شتاء سنة 1870-1871. زيادة على ذلك، علم الفرنسيون بعد هذا الذل أن الإمبراطورية الألمانية قامت وأعلنت في قاعة المرايا بقصر فيرساي يوم 18 يناير 1871. وقع جول فافر مع المستشار الإمبراطوري أوتو فون بسمارك يوم 28 يناير 1871 هدنة والتي تقرر فيها وقف الأعمال العسكرية لمدة خمسة عشر يوما قابلة للتجديد وتشكيل جمعية وطنية مسؤولة عن تحديد هل تكمل فرنسا الحرب أم توقع معاهدة سلام.
صعدت الأحداث من التوتر داخل باريس خصوصا بين عامة الشعب والبسطاء والذين من بينهم «البدون سراويل داخلية» (باللغة الفرنسية: Sans-culottes :سون كيلوط) وهم ثوريون من فترة 1792-1794 : النجارون والدباغون والإسكافيون وصناع الأحذية والخياطون والبنائون.
انعقدت انتخابات 8 فبراير في عجالة للتوقيع بسرعة على الهدنة وأنتجت جمعية وطنية مكونة أساسا من الملكيين (400 نائب) عن لوائح تدعو لهدف «السلام». على العكس كان نواب باريس يتكونون أساسا من الجمهوريين في لوائح تدعو «لإكمال الحرب» وأغلبهم متطرفون. بالفعل، اعتقد الشعب الباريسي أنه دافع عن وجهة نظره بشكل صحيح ولم يظن أنه هزم حيث كانت هناك فجوة فكرية بين العاصمة والمحافظات وصلت بعض الأحيان حتى السخط.
طبعت حرب 1870 المدينة عميقا والتي عانت من حصار حاد ومجحف ومعها عانى الشعب من المجاعة. اعتبر الباريسيون الهدنة غير مقبولة بعد أن قاوموا العدو لمدة أربعة أشهر. أحس الثوار القوميون اليساريون بالمهانة بعد هذه الهزيمة.
حتى تشكيلة الحكومة لم يرض عنها العامة والتي تشكلت من ثلاثة من البونابارتيين في مناصب والي الأمن (لويس إرنست فالونتان) وقائد الحرس الوطني (الجنرال دوريل دو بالادين والمحافظ (الجنرال فينوي، حتى أنها اعتبرت مستفزة بالنسبة للباريسيين. في يوم 9 مارس 1871، منع والي الأمن صدور أهم جرائد أقصى اليسار ومن ضمنها صرخة الشعب والتي كان رئيس تحريرها جول فالي.
ساهم نهج الجمعية الوطنية الملكي المسالم للألمان، والتي لقبت أيضا من طرف الباريسيين «بجمعية القرويين»، في زيادة التوتر. في يوم 10 مارس 1871 نقلت الجمعية مقرها من باريس إلى فيرساي لأنها رأت في العاصمة بؤرة الثورة المنظمة وعاصمة الفكرة الثورية. وبنص قانون صدر بنفس اليوم، وضعت حدا لوقف الدفع أو الموراتوريوم على الأوراق التجارية مما أدى إلى إفلاس الآلاف من الصناع والتجار وألغت منحة مقدارها فرنك ونصف يوميا كانت تدفع للحرس الوطني.

### الوضع الاجتماعي الباريسي

#### السبب وراء الثورة

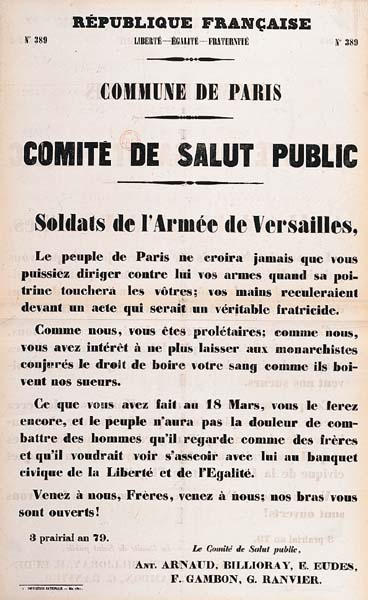
بيان صادر عن كوميونة باريس موجه لجنود فرساي

اختفى التنوع الاجتماعي في الأحياء الباريسية والذي كان قائما منذ العصور الوسطى خصوصا بالتحولات الحضرية في عهد الامبراطورية الثانية. سكن في أحياء المدينة الغربية (الداوئر السابعة والثامنة والسادسة عشر والسابعة عشر) أغنى الأغنياء وخدمهم. وسكن في الأحياء الوسطى الميسورون. وتركزت الطبقات الشعبية في شرق المدينة (الدوائر العاشرة والحادية عشر والثانية عشر والثالثة عشر والثامنة عشر والتاسعة عشر والعشرين). كان عدد العمال كبيرا: 442000 من 1.8 مليون من سكان المدينة، حسب إحصاء 1866، وكان عدد الحرفيين 70000 نسمة (أغلبهم يعمل وحده أو بصحبة عامل واحد) وكذلك كان عدد التجار الصغار مهما وكان وضعهم الاجتماعي قريبا من وضع العمال. بدأت هذه الطبقات الشعبية بتنظيم نفسها في تلك الفترة.
ساهم عاملان في هذه الانتفاضة الشعبية. أولا، حق الإضراب الذي صدر في 1864 والذي استفيد منه كثيرا في السنوات الأخيرة من الإمبراطورية الثانية. نشر عمال بمناسبة انتخابات فبراير 1864 التشريعية بيان الستين والذي طالب بحرية الشغل وحق الحصول على القروض والتضامن. منذ سبتمبر 1864، وجدت منظمة عمالية عالمية وكان لها ممثلون في باريس (في 1868 قررت الحكومة الامبراطورية حل فرعها الفرنسي والذي ساهم أعضاء منه في مظاهرات جمهورية). ثانيا، مكن قانون حرية الإعلام الصادر في 1868 الظهور العلني للمطالب الاقتصادية المعادية للرأسمالية: ساند برنامج بينوا مالون وأوجين فارلان للانتخابات التشريعية لسنة 1869 «تأميم» الأبناك والتأمين والمناجم وسكك الحديد... بينما تظاهر البلونكيون والذين كانوا مساهمين في الانتفاضة بشكل متواصل وهو ما أقلق المندوبين الجمهوريين.
خشيت الطبقات الشعبية الباريسية (أو بالأحرى جزء منها) أن تحبط مرة أخرى ولا تنتفع من ثورتها كما حدث في سبتمبر 1870 (إسقاط الإمبراطورية الثانية). هذه الحالة عايشتها الطبقات الشعبية في ما سبق من ثورات أيضا حيث أنه في الأيام الثورية البارسية ليوليو 1830 كما في ثورة فبراير 1848 والتي لحقتها انتخابات مايو 1848 استمالت الطبقات الغنية والميسورة السلطة السياسية لصالحها وأسست ملكية يوليو والإمبراطورية الثانية. في 1871، ظل الباريسيون ينظرون بعين الريبة لجمعية فبراير المنتخبة التي كان ثلثي أعضائها من الملكيين والبونابارتيين. يقول جون جاك شوفاليي: «كانت الكومونة تعبيرا، بالنسبة لروادها، لحس جمهوري فائق الحمرة وضد الدين ويعقوبي وبروليتاري يجلده الكره لهذه الجمعية الملكية».
يرى بعض المؤرخين أيضا عدة عوامل أخرى في اندلاع الانتفاضة ومنهم جاك روجري الذي يسطر دور الثورة الأوسمانية العمرانية والحضرية التي أعادت تهيئة أحياء باريس ويقول أن الكومونة جاءت لمحاولة إعادة تهيئة شعبية للمجال الحضري الباريسي.

#### من هم الثوار؟
يمكن أرشيف قمع الثورة من وضع تصور للوضع الاجتماعي للكومونيين. الثائر النمطي منهم في 1871 هو عامل باريسي ورجل في الثلاثينيات من عمره أغلب هؤلاء الثوار يعمل في البناء أوعمال مياومون 17% أوعمال صهر المعادن 16% أوعمال أوراش ومصانع صغيرة 10%. بعد ذلك يأتي المستخدمون بنسبة 8% ثم الإسكافيون وصناع الأحذية 5% ثم بائعوا الخمر 4% وتجار الكتب المهتمون بالسياسة 3%. وهكذا كان الملاك الصغار أيضا إلى جانب العمال والأجراء حتى أنه في عيون الماركسيين لم يكن هناك «صراع طبقي» بالمعنى المعاصر للكلمة. كان هنالك أيضا حضور لافت للنساء في الصراع وأيضا تشكلت أندية ومجموعات خاصة بهن.

### اندلاع الثورة
أمر أدولف ذيرز بإنشاء حصونا تحيط بباريس حينما كان وزيرا في عهد لويس فيليب. أسس هذه المنشأة الضخمة لحماية المدينة من الأعداء وأيضا حسب حسابا في تلك الفترة للحد من الانتفاضات الشعبية القادمة حيث يكفي حينئذ غلق الحصون على المنتفضين وسحقهم داخلها. اقترح ذيرز في خضم ثورة 1848 على الملك لويس فيليب هذه الخطة لسحق الثورة الباريسية.

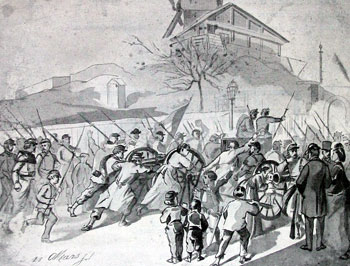
مدافع 18 مارس في حي مونمارتر.

في يوم 17 مارس 1871، شكك أدولف ذيرز وحكومته في نوايا الباريسيين، الذين كانوا قد استولوا على مدافع الحرس الوطني لمنع القوات الألمانية من الوصول إليها، وأرسل في تلك الليلة قوات تحت قيادة الجنرال لوكونت للاستيلاء على تلك المدافع الممركزة في هضبة حي مونمارتر. ألقى الثوار القبض على الجنرال وأعدموه في صبيحة الغد هو والجنرال كليمون طوماس. في نفس اليوم، نظم ذيرز اعتقال بلونكي الذي كان يرتاح عند طبيب صديق له في بروتونو (لوت). من هناك تم نقله إلى بريتاني تحت حراسة عسكرية مع أوامر لقتله إن فر.
حينما قررت الحكومة نزع سلاح الباريسيين أحسوا بالتهديد. فقد كان هذا الأمر يقضي بانتزاع 227 مدفعا خزنوها في بيلفيل وحي مونمارتر. اعتبر الباريسيون هاته المدافع كملكية خاصة بهم دفعوا ثمنها حينما تجندوا للحرب ضد بروسيا. ورأوا أنهم سيكونون دون أي دفاع (مثل يونيو 1848). وامتلكوا غير تلك المدافع أيضا 500000 بندقية.

## وصلات خارجية
- دروس من كومونة باريس لليون تروتسكي
- همنشین بهار: كومونة باريس طلایه دار انقلاب اجتماعی درقرن نوزدهم (بخش نخست) على يوتيوب
- كومونة باريس طلایه دار انقلاب اجتماعی درقرن نوزدهم (بخش دوم) على يوتيوب
- كومونة باريس طلایه دار انقلاب اجتماعی درقرن نوزدهم (بخش پایانی) على يوتيوب